# Liberální institut
Liberální institut je český klasicky liberální think tank se sídlem v Praze. Byl založen Jiřím Schwarzem, Tomášem Ježkem a Miroslavem Ševčíkem na podzim 1989 jako Liberální spolek F. A. Hayeka, 6. února 1990 byl zaregistrován pod současným jménem. Liberální institut byl založen s cílem rozvíjet a aplikovat ideje klasického liberalismu.

## Historie
Institut byl založen v revoluční době na podzim 1989 jako Liberální spolek F. A. Hayeka, zaregistrován pod názvem Liberální institut byl 6. února 1990. Na postu jeho ředitele se vystřídali Miroslav Ševčík (1990 až 2013), Petr Koblovský, Dominik Stroukal a Martin Pánek. Současným ředitelem Liberálního institutu je Jakub Kuneš. Jiří Schwarz působil jako prezident institutu, do roku 2020 byl předsedou akademické rady.[zdroj?]
Miroslav Ševčík byl po svých skandálech v čele Národohospodářské fakulty VŠE odvolán z pozice ředitele, bylo mu ukončeno členství ve správní radě a poté i členství v institutu jako takovém. Ševčík se poté s institutem soudil o neplatnosti jeho odvolání z vedení. Poté, co v roce 2016 městský soud v Praze konstatoval, že vyloučení Ševčíka bylo neplatné, rozhodlo v roce 2020 vedení institutu v čele s Martinem Pánkem o zániku původní spolkové právní formy a sloučení s dalšími spolky. V roce 2024 městský soud v Praze konstatoval, že jeho odvolání je již platné, protože soud upřednostnil uplynutí již 10 let od konce účasti Ševčíka ve spolku a to, že původní právní forma spolku ve kterém působil, již byla zrušena.
Překladatelská skupina pod vedením Josefa Šímy v 90. letech a první dekádě 21. století přeložila klasické ekonomické knihy od autorů jako Adam Smith, Ludwig von Mises, Frédéric Bastiat, Mancur Olson nebo od laureátů Nobelovy ceny Miltona Friedmana a Garyho Beckera. Po útlumu činnosti institutu v první části druhé dekády 21. století se institutu ujala nová generace, která oživila jeho publikační a další činnost. Po začátku ruské invaze na Ukrajinu institut založil svoji humanitární misi pod vedením Víta Samka.[zdroj?]
Šest bývalých nebo současných[kdy?] spolupracovníků institutu bylo jmenováno ekonomickými poradci české vlády: Jiří Schwarz a Miroslav Zámečník druhou vládou Mirka Topolánka a Dominik Stroukal, Mojmír Hampl, Aleš Rod a Libor Dušek vládou Petra Fialy. Mojmír Hampl, bývalý redaktor institutem vydávaného časopisu Laissez Faire, se stal viceguvernérem České národní banky a předsedou Národní rozpočtové rady. Petr Mach, rovněž bývalý redaktor tohoto časopisu, byl zvolen poslancem Evropského parlamentu, ale v té době se již s institutem rozešel. Jiří Schwarz se stal rektorem Anglo-American University a Josef Šíma rektorem Vysoké školy CEVRO.[zdroj?]
V roce 2020 zanikla původní spolková právní forma think-tanku. V roce 2024 propukl v institutu spor mezi konzervativně-liberální a sociálně-liberální frakcí ústavu, která odmítala udělení výroční ceny argentinskému prezidentovi Javieru Mileiovi za rozvoj myšlenek volného trhu, kvůli jeho odmítavému postoji k potratům. Ty argentinská hlava státu totiž považuje za porušení principu neagrese. 24. června 2024 byla vedení ústavu v čele s Tomášem Pajonkem a Martinem Pánkem odebrána licence k používání ochranné známky Liberální institut z důvodu nepřijatelného chování Martina Pánka na sociálních sítích. Nositelem licence k užívání ochranné známky Liberální institut se stalo vedení v čele s Petrem Koblovským se sídlem v Jungmannově ulici 26/15 v Praze. Na činnost Petra Koblovského navázal na pozici ředitele Jakub Kuneš. Rozhodl o tom majitel ochranné známky. Tento ústav je i držitelem ochranné známky Výroční cena Liberálního institutu. Pánkovo křídlo se poté v roce 2024 stalo Institutem liberálních studií.

## Ideologie
Liberální institut publikuje ve směru klasického liberalismu, libertarianismu, ordoliberalismu a anarchokapitalismu. Věnuje se také snižování daní, odstraňování regulací, konkurenci, rušení státních úřadů, otevřeným hranicím a kritice Evropské unie.[zdroj?]

## Činnost
Liberální institut prosazuje svobodu jednotlivce, volný trh, soukromé vlastnictví a vládu práva. Jeho činnost se soustředí na publikaci knih, pořádání přednášek a osvětu v médiích.[zdroj?]

### Financování
Institut je financován ze sponzorských příspěvků a darů a z prodejů knih a nepřijímá žádné státní dotace.[zdroj?]

### Letní školy
Od roku 1991 Liberální institut pořádá letní školy pro středoškolské a vysokoškolské studenty. Letní školy nabízí zájemcům prohloubení nejen ekonomických znalostí, ale i například politických znalostí. Na letních školách pravidelně vystupují přední osobnosti a odborníci v jednotlivých oblastech.[zdroj?]

### Den daňové svobody
Liberální institut každoročně pořádá happening ke Dni daňové svobody, což je den, od kterého mají občané vůči státu pomyslně splněnu svou daňovou povinnost. Na čím delší datum připadá den daňové svobody, tím více musí občané pracovat na pokrytí veřejných výdajů toho daného roku. Podle Liberálního institutu v posledních letech připadl den daňové svobody na následující dny:
- 2018 – 22. května
- 2019 – 28. května
- 2020 – 24. června
- 2021 – 25. června
- 2022 – 17. června
- 2023 – 13. června
- 2024 – 11. června

### Výroční přednáška Liberálního institutu
Každoročně pořádá Liberální institut přednášku s významnou světovou osobností klasického liberalismu, jíž je udělena cena „za přínos k rozvoji liberálního myšlení a naplňování idejí svobody, soukromého vlastnictví, konkurence a vlády zákona v praxi“. Seznam přednášek:
- 1995 – Gary Becker
- 1997 – Milton Friedman
- 1998 – Roger Douglas
- 1999 – Hans Tietmeyer
- 2000 – Grigorij Javlinskij
- 2001 – Michael Novak
- 2002 – James Buchanan
- 2003 – Pascal Salin
- 2004 – Antonio Martino
- 2005 – José Piñera
- 2006 – Mart Laar
- 2007 – Sam Peltzman
- 2008 – William Niskanen
- 2009 – Deirdre McCloskeyová
- 2010 – Vernon L. Smith
- 2011 – Terry L. Anderson
- 2012 – Kevin Murphy
- 2013 – Carlos F. Cáceres
- 2015 – Friedrich Schneider
- 2016 – Ivan Mikloš
- 2017 – John Taylor
- 2018 – Daniel Hannan
- 2019 – Tom Palmer
- 2020 – David Friedman
- 2021 – Bryan Caplan
- 2022 – David Boaz
- 2023 – Daniel Klein
- 2024 – Javier Milei

### Publikační činnost
Liberální institut za dobu své existence publikoval řadu překladů zahraničních knih a vlastních publikací. Mezi publikace vydané Liberálním institutem patří např. Bohatství národů, Teorie mravních citů, Ekonomie v jedné lekci, Ekonomie státních zásahů a další. Kompletní seznam je k dispozici na webu institutu. Institut vydával časopisy Laissez Faire a Terra Libera.
Vydané knihy:
- 2023 – Milton Friedman: Kapitalismus a svoboda
- 2023 – Adam Smith: Teorie mravních citů
- 2022 – F. A. Hayek: Osudná domýšlivost
- 2021 – Ryan Bourne: Ekonomie v jednom viru
- 2020 – Milton Friedman & Rose Friedmanová: Svoboda volby
- 2019 – Ronald H. Coase & Ning Wang: Velká čínská kapitalistická revoluce
- 2019 – Ludwig von Mises: Socialismus
- 2019 – Ludwig von Mises: Liberalismus
- 2018 – Ludwig von Mises: Lidské jednání – pojednání o ekonomii
- 2018 – Johan Norberg: Pokrok – deset důvodů k optimismu
- 2017 – Adam Smith: Pojednání o podstatě a původu bohatství národů

### Cena Karla Havlíčka Borovského
Liberální institut toto ocenění, nesoucí své jméno podle slavného českého liberála a spisovatele, uděluje za liberální počin v uplynulém roce. Cena byla udělena za následující skutky:
- 2018 – Návrh na zrušení zákazu prodeje o svátcích
- 2019 – Zákon na liberalizaci taxislužeb
- 2020 – Snížení DPFO a zvýšení slevy na poplatníka
- 2021 – Návrh na legalizaci rekreačního užívání marihuany
- 2022 – Liberální vízový režim pro uprchlíky z Ukrajiny
- 2023 – Návrh na zrovnoprávnění homosexuálních sňatků

### Cena Alexandra Bacha
Liberální institut vyhlašuje cenu Alexandera Bacha za antiliberální počin uplynulého roku. Alexander Bach byl rakouský politik z doby Karla Havlíčka Borovského, jenž zavedl systém centralizované kontroly, pro nějž se později vžilo označení Bachův absolutismus. Vítězové ceny byli v posledních letech následující:
- 2018 – Kontrolování svatebních hostin (počin Aleny Schillerové, ministryně financí)
- 2019 – Žádost policie o automatický systém na rozpoznávání obličejů (žádost krajského ředitelství policie v Praze)
- 2020 – Návrh na zvýšení potravinové soběstačnosti na 85 % (návrh skupiny poslanců Zdeňka Podala, Margity Balaštíkové a dalších)
- 2021 – Návrh na unijní kriminalizaci nenávistných projevů (návrh Evropské komise)
- 2022 – Návrh na sjednocení nabíjecích kabelů na USB-C (návrh Evropské komise)
- 2023 – Blokace ukrajinského obilí na polských, slovenských a maďarských hranicích (počin vlád Polska, Slovenska a Maďarska)

## Významní experti Liberálního institutu
S Liberálním institutem spolupracují například 
- Josef Šíma, vedoucí katedry mezinárodního práva na Metropolitní univerzitě Praha
- Daniel Šťastný, rektor Vysoké školy ekonomie a managementu
- Petr Bartoň, hlavní ekonom investiční skupiny Natland
- Jiří Schwarz, rektor Anglo-American University in Prague
- Ján Oravec, bývalý poslanec Národnej rady Slovenskej republiky
- Jiří Schwarz ml., pedagog a poradce členů bankovní rady ČNB